# ヤン・チヒョルト

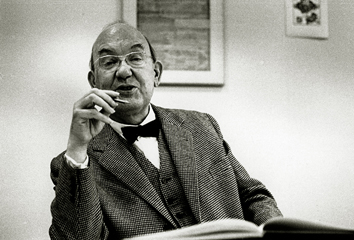
ヤン・チヒョルト（1963年）

ヤン・チヒョルト（Jan Tschichold, 1902年4月2日 – 1974年8月11日）は、ドイツのタイポグラファー・カリグラファーである。看板屋の長男としてライプツィヒに生まれた。新しいタイポグラフィの創生に努めたが、ナチスの弾圧を避けてスイスへ移住した後は、伝統的なタイポグラフィを擁護する立場をとる。同国のロカルノで没した。
なお、もとの姓名は Johannes Tzschichhold である。Iwan Tschichold と名のっていたこともある。

## 生涯
彼はカリグラフィーを学んでいた。この職人としての生い立ちとカリグラフィーの実践が、建築やアートという分野から育って来た同世代のタイポグラファー達と彼を一線を画すこととなる。 
ドイツではアドルフ・ヒトラーの当選後、デザイナーは文部省に登録をしなければならず、共産主義者は教職などから排除されるようになった。1933年に彼の妻は逮捕され、また彼の部屋からソビエトのポスターが見つかったことから、共産党員との共謀を疑われるようになった。チヒョルトの書いた本は全てゲシュタポが「ドイツ人防衛のために」押収してしまった。6週間後、警官がどうやったのかスイス行きのチケットを手に入れ、彼と家族はナチス・ドイツから逃れることができた。
1937年から1938年にかけて（Penrose Annual誌からの招待）と1947年から1949年にかけて（ Penguin Books社で働くイギリス人書体デザイナーRuari McLeanからの招待）のイギリス滞在を除き、彼は残りの人生をスイスで過ごした。

## デザイン

Van de Graaf canon とはブックデザインのページ分割の理想的な比率である。ヤン・チヒョルトが「The Form of the Book」という著書の中で紹介し、普及した。

チヒョルトは1923年にドイツ・ヴァイマル市のバウハウスで開催された最初の展示会を訪れてから、モダンデザイン主義者に転向した。彼は1925年に雑誌を出版して影響力を示し、1927年に個展を開催し、そして彼の最も有名な著作である「Die neue Typographie」によって、モダンデザイン主義の第一人者となった。この本はモダンデザインのマニフェストとも言うべきものであり、サンセリフ（ドイツでは「グロテスク」と言う）以外のフォントを非難した。彼はまた中央揃えでないデザイン（例：扉ページなど）を好み、モダンデザインに様々なルールを築き上げた。ドイツ中に幅広い影響を与えたモダニスト・タイポグラフィーの原則に基づいた、この本の続編とも言うべき実践的マニュアルが続々と出版された。しかし、第二次世界大戦直前に彼がイギリスを訪れたにもかかわらず、チヒョルトの論文はわずか4本が1945年に英訳されたのみであった。
「Die neue Typographie」の影響が冷めない1932年以降、チヒョルトは古典主義に回帰してゆき、少しずつ頑なだった信条を捨てていった（例：1932年のSaskiaというフォントのボディーは、古典的なローマン体を受け入れたと言えよう）。彼は後に「Die neue Typographie」は極端過ぎた、と批評している。また、モダンデザインは概して権威主義的で、本質的に極右翼的であるとまで非難までした。
1947年から1949年の間、チヒョルトはイギリスに住み、ペンギン・ブックス社から出版された500種類以上のペーパーバックのリデザインの監修を務め、「the Penguin Composition Rules」として文字組のルールを規格化した。彼はペンギン社の本（特にペリカン・シリーズ）の見た目を統一したり、今日では常識となっている文字組の規格を導入しつつも、表紙や扉ページに様々なバリエーションを設けて、最終的な見た目はそれぞれ個性を出せるようにした。大衆向けペーパーバックを扱う会社で働きながら、彼はチープなポップカルチャー向けの仕事（例：映画のポスター）をこなし、キャリアを通してこの仕事を続けていった。
彼のモダンデザイン主義との決別は、戦後彼がスイスに移住したにもかかわらず、彼が戦後のスイス・スタイルの中心人物にならなかった理由でもある。

## 書体デザイン

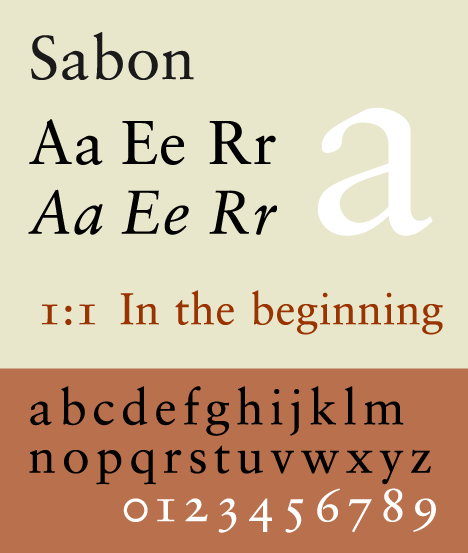
Sabonはチヒョルトがデザインし、1967年に発売された。初期の使用例としてはBradbury Thompsonが「 Washburn College Bible」に利用している。

1926年から1929年の間に、彼はドイツ語のマルチグラフや音声記号以外のスペルを一掃した「ユニバーサル・アルファベット」をデザインした。例えば、彼は「ch」や「sch」の代わりとなる新しい文字を発案した。彼は意図的に「eu」を「oi」に、「w」を「v」に、「z」を「ts」に綴り変えた。長い母音は、ウムラウト記号を付けたまま、下に長音符号を付けることで表現した。これによりアルファベットは、キャピタルのないサンセリフ1書体で表現できるようになった。
チヒョルトがデザインしたフォントには下記のようなものがある。
- Transit (1931)
- Saskia (1931/1932)
- Zeus (1931)
- Sabon (1966/1967) - Jacques Sabonにちなんで名付けられた。

Sabonはモノタイプ機とライノタイプ機両方で同じ製版のできる書体としてデザインされた。発表されてすぐにBradbury Thompsonが「 Washburn College Bible」に仕様した。後にLinotype社からチヒョルトがデザインしたSabonの「解釈版」としてSabon Nextが発売される。

## 関連書籍
- フィル・ベインズ著『ペンギンブックスのデザイン 1935－2005』（ブルース・インターアクションズ、2010）